# オファ (エセックス王)

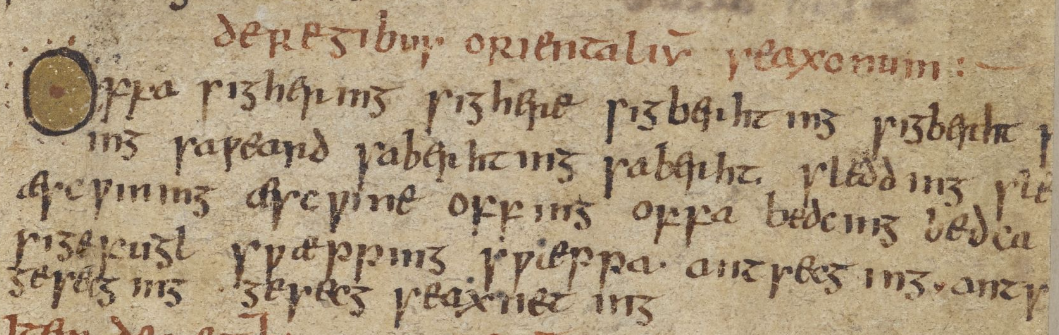
オファの系図を記した断片文書 MS BL Add. 23211。その祖先はゲルマン神話の神サクスノット（Seaxnēat）に至る。

オファ（Offa）は、8世紀エセックス王国の王。在位期間については歴史家の間でも意見が分かれ、D・P・カービィは在位705年から709年とし、サイモン・ケインズは694年頃から709年までとしている。
709年、マーシア王ケンレッド（コエンレッド）と共にローマへ巡礼に赴き、同地で修道士となって生涯を終えた。
スヴェフレッド（Swæfred）との共同統治であったとされる。690年ごろに死去したシグヘレ（Sighere）の息子である。
ベーダの『英国民教会史』にはオファについて次のような記述がある。
「端正な顔立ちの好青年で、彼の国の人民すべてが王位を継承して、これを長く保持するよう望んだ。しかし、彼はケンレッド王と同じように敬虔な心をもっており、キリストへの愛のため、その福音のため、妻をも土地をも親族をも祖国をも棄て、現世にあってはその百倍を得、来世にあっては永遠の生命を得ることができるように望んだのである。彼はローマの聖地に着くとただちに剃髪を受けて、修道士としての生活を充足させ、長いあいだ望んでいた天上の祝福された使徒たちの幻視に到達したのであった。」

ウォリックシャーの土地に関する勅許状（S64）はオファが発行したものとされるが、肩書はエセックス王ではなくマーシア王となっている。これは、おそらくマーシア王ケンレッドの勅許状を元に不正確に造られた模造文書と考えられている。
退位後、サエルレッド（Saelred）がエセックス王位を継承した。